# Theodor Rudolf Dithmar
Theodor Rudolf Dithmar (* 22. Dezember 1863 in Homberg; † 6. April 1948 ebenda) war ein deutscher evangelischer Theologe und Abgeordneter des Kurhessischen Kommunallandtages des Regierungsbezirks Kassel.

## Leben
Theodor Rudolf Dithmar wurde als Sohn des Bürgermeisters und Kaufmanns Karl Ferdinand Dithmar und dessen Gemahlin Fanny Karoline Ochs geboren. Er machte das Abitur am Gymnasium in Hersfeld und studierte ab 1883 Theologie an der Philipps-Universität Marburg. Er wurde als Student Mitglied der Studentenverbindung Germania Marburg (seit 1899 Marburger Burschenschaft Germania), der er lebenslang angehören sollte. Nach dem ersten Staatsexamen wurde er 1886 Pfarrverweser in Remsfeld und im Jahr darauf Pfarrer in Vernawahlshausen. Hier blieb er zehn Jahre im Amt und übernahm 1897 Pfarrstelle in Schmalkalden.
In den Jahren 1909 bis 1915 war er hier Metropolitan. Dieser Titel wurde nur von evangelischen Pfarrern in Hessen geführt. In dieser Funktion oblag ihm die Aufsicht über die Pfarrer in einem kleinen begrenzten Bereich.
Dithmar wechselte zur Christuskirche in Kassel-Wilhelmshöhe. 1923 war er der Vorsitzende des Landeskirchentages. Am 23. Oktober 1926 zeichnet die Universität Marburg ihn mit der Ehrendoktorwürde aus. Seine Mitgliedschaft im Kurhessischen Kommunallandtag des Regierungsbezirks Kassel dauerte vom 21. Januar 1930 bis zum 19. März 1932. In diesem Jahr ging er in den Ruhestand.